# Stefan Lewandowski (historyk)
Stefan Lewandowski (ur. 19 marca 1937 we wsi Drążewo koło Ciechanowa, zm. 11 października 2018 w Warszawie) – polski historyk Mazowsza i kronikarz ziemi ożarowskiej, autor wielu publikacji historycznych.

## Życiorys
Urodził się w wielopokoleniowej i wielodzietnej rodzinie chłopskiej. Po ukończeniu gimnazjum im. Zygmunta Krasińskiego w Ciechanowie rozpoczął studia na Wydziale Historycznym Uniwersytetu Warszawskiego, które ukończył w 1960 roku. Następnie rozpoczął pracę pedagogiczną w Technikum Poligraficznym w Warszawie, którą łączył ze studiami doktoranckimi pod kierunkiem profesor Ireny Pietrzak-Pawłowskiej.
Po obronie w 1977 roku pracy doktorskiej pt. Geneza i rozwój przemysłu poligraficznego w Warszawie otrzymał tytuł doktora nauk humanistycznych Uniwersytetu Warszawskiego. W kolejnych latach łączył pracę pedagogiczną w warszawskich szkołach zawodowych z pracą naukową i działalnością w organizacjach społeczno-politycznych. W 2006 roku rozpoczął działalność na rzecz promocji rodzin wielopokoleniowych. Zorganizował wystawę dokumentalną Pro Memoria przedstawiającą wielopokoleniowe rodziny warszawskie i mazowieckie, którą w latach 2006–2010 obejrzało ponad 20 tysięcy osób.
W 2007 decyzją Rady Miejskiej otrzymał honorowy tytuł „Kronikarz Miasta i Gminy Ożarów Mazowiecki”.
W 2011 otrzymał nagrodę honorową Miasta i Gminy Ożarów Mazowiecki „Felicja”.

## Publikacje
W wyniku samodzielnych badań naukowych opracował i wydał następujące publikacje:
- Dzieje ruchu zawodowego pracowników służby zdrowia (1970)
- Pracownicy poczty i telekomunikacji w latach wojny i okupacji 1939–1945 (1979)
- Poligrafia warszawska 1870–1914 (1982)
- Warszawska Szkoła Poligraficzna 1926–1996 (1996)
- Pocztowcy i łącznościowcy w walce z okupantem hitlerowskim 1939–1945 (1996)
- Dzieje dóbr ziemskich Kręczki i Kaputy od XVI do XXI wieku (2006)
- Dzieje Ziemi Ożarowskiej na tle historii Mazowsza i Warszawy (2007)
- Dyskryminacja chłopów przez komunistów w Polsce Ludowej (2008)
- Historia Poczty i Telekomunikacji w Warszawie (2009)
- Pro Memoria dla rodzin warszawskich (2010)